# Lolland
Lolland (; anterior scris Laaland, în traducere literală „teren șes”) este a patra cea mai mare insulă a Danemarcei, cu o suprafață de 1.243 km². Situată în Marea Baltică, ea face parte din regiunea Sjælland. La 1 ianuarie 2013, avea 62.578 de locuitori.

## Generalități
Lolland este cunoscută și sub numele de „insula clătită” din cauza planeității ei: cel mai înalt punct de pe insulă are 25 metri (82 ft) deasupra nivelului mării, chiar lângă satul Horslunde. Insula a avut mare importanță în comunicații, printre altele, pentru Germania Nazistă în timpul celui de al Doilea Război Mondial. În trecut, în Lolland se cultiva sfecla de zahăr. Zahărul este încă o industrie importantă, vizibilă din numărul mare de plantații de sfeclă de zahăr.
Cel mai mare oraș din Lolland este Nakskov, cu 12.600 de locuitori. Alte orașe principale sunt Maribo (6000 de locuitori), care găzduiește sediul Episcopiei de Lolland și Falster, Sakskøbing (3.500 de locuitori) și Rødby (2.500 de locuitori).
Începând cu 1 ianuarie 2007, Lolland este administrată în două comune, Lolland acoperind cele două treimi din vest, și Guldborgsund treimea estică, cu insula învecinată Falster.
Lolland are legături rutiere și feroviare atât cu insula Falster de la est, cât și cu Germania (insula germană Fehmarn, legată de continent) prin feribot. Drumul European E47 leagă Copenhaga de Hamburg (Germania), prin Lolland.

## Transporturi
Drumul european E47 de la Copenhaga traversează strâmtoarea Guldborg Sund⁠(d) între insula Lolland și Falster printr-un tunel modern, dar șoseaua se termină la Rodbyhavn, unde vehiculele sunt transportate cu feribotul spre Fehmarn. Acest feribot, în serviciu continuu din 1963, deservește și 6 trenuri de călători pe zi. Trenurile de marfă⁠(d) și trenurile de noapte nu folosesc feribotul; ele ocolesc pe continent prin Podul Marea Centură⁠(d), apoi prin Funen și Iutlanda.
Guvernele Danemarcei și Germaniei intenționează să conecteze Lolland cu Fehmarn printr-un viitor tunel scufundat, numit Legătura Centurii Fehmarn⁠(d).
Strâmtoarea dintre insulele Lolland și Falster este traversată și de alte două poduri mai vechi, Podul Frederick al IX-lea și Podul Guldborgsun la capătul de nord al strâmtorii. Podul Frederick al IX-lea este singurul cu cale ferată către Falster.

## Orașe și sate
| Nakskov    | 12,866   |
| Maribo     | 5,933    |
| Sakskøbing | 4.539    |
| Sundby     | 2.847    |
| Rødby      | 2.092 de |
| Rodbyhavn  | 1,634    |
| Søllested  | 1,458    |
| Holeby     | 1,423    |
| Nysted     | 1,336    |

| Bandholm    | 678 |
| Horslunde   | 671 |
| Toreby      | 628 |
| Guldborg    | 572 |
| Kettinge    | 539 |
| Nørreballe  | 532 |
| Nagelsti    | 497 |
| Stokkemarke | 440 |
| Dannemare   | 434 |

| Hunseby        | 418 |
| Sandby         | 386 |
| Grænge         | 380 |
| Langø, Lolland | 319 |
| Errindlev      | 298 |
| Hillested      | 284 |
| Ullerslev      | 276 |
| Frejlev        | 264 |
| Branderslev    | 229 |
| Radsted        | 215 |

## Atracții turistice

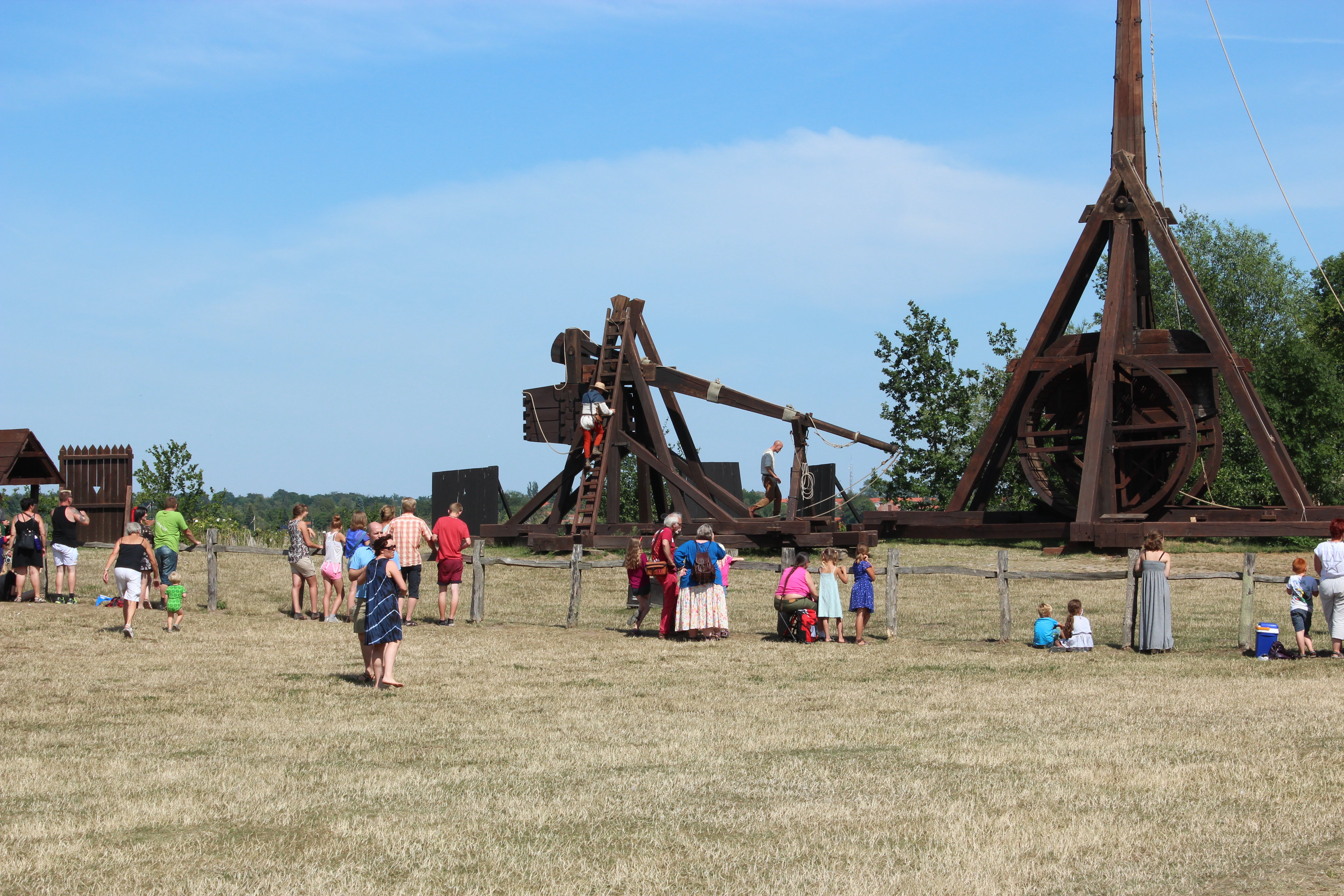
Trebuchet gata pentru tragere la.

Printre atracțiile turistice ale insulei se numără Conacul Fuglsang⁠(d) construit în a doua jumătate a secolului al XIX-lea, și Muzeul de Artă Fuglsang⁠(d), care deschis în 2008. Parcul Safari Knuthenborg⁠(d) de la nord de Maribo este cel mai mare parc safari⁠(d) din Europa de Nord, iar stațiunea de vacanță⁠(d) Lalandia⁠(d) este un parc acvatic interior uriaș. În plus, Middelaldercentret⁠(d) este un muzeu în aer liber în partea cea mai estică a insulei, lângă Nykobing Falster. Centrul este un muzeu experimental de living history⁠(d) și conține o reconstrucție a unei părți dintr-un oraș medieval din jurul anului 1400. Este printre cele mai autentice reconstituiri ale perioadei medievale în Europa, și deține cea mai mare și cele mai vechi trebuchete din lume.
Lolland are multe plaje de nisip și zone cu case de vară, vizitate mai ales de turiști germani.